# Mallochianamyia nigrohalterata
Mallochianamyia nigrohalterata är en tvåvingeart som beskrevs av Malloch 1933. Mallochianamyia nigrohalterata ingår i släktet Mallochianamyia och familjen markflugor. Inga underarter finns listade i Catalogue of Life.